# Kelly Services
Kelly Services — компания по предоставлению решений в области аутсорсинга и управления персоналом, основанная в США в 1946 году.

## История компании
1946
- William Russell Kelly открывает офис Kelly Services в г. Детройт (штат Мичиган, США)

1953
- Продажи Kelly Services достигли $ 1 млн

1962
- Акции компании котируются на бирже

1964
- Открытие первого зарубежного офиса в Пуэрто-Рико

1972 
- Открытие первого Европейского офиса (Париж, Франция)

1973
- Продажи превышают $ 100 млн

1979
- Офисы Kelly Services представлены в 50 штатах США

1985
- Kelly Services входит в список 500 крупнейших американских компаний (по версии журнала Fortune)

1986
- Продажи превышают $ 1 млрд

1998
- В возрасте 92 лет умирает Основатель и Президент компании William Russell Kelly

2008
- Продажи составили $ 5,5 млрд